# Gondpipri
Gondpipri es una ciudad censal situada en el distrito de Chandrapur en el estado de Maharashtra (India). Su población es de 8474 habitantes (2011). 

## Demografía
Según el censo de 2011 la población de Gondpipri era de 8474 habitantes, de los cuales 4302 eran hombres y 4172 eran mujeres. Gondpipri tiene una tasa media de alfabetización del 84,36%, superior a la media estatal del 82,34%: la alfabetización masculina es del 80,03%, y la alfabetización femenina del 78,62%.